# Kupolofenfall
Der Kupolofenfall ist ein vom VI. Zivilsenat des Bundesgerichtshofes am 18. September 1984 entschiedener Fall zur erweiterten Produzentenhaftung. Die Besonderheit des Falles liegt darin, dass der BGH dem Geschädigten einen Schadensersatzanspruch zusprach, indem er die zu einer immissionsrechtlichen Vorschrift entwickelten Regeln der Beweislastumkehr analog in Ansatz brachte.

## Sachverhalt
Der Schuldner betrieb eine genehmigte Heißwind-Kupolofen-Schmelzanlage, deren Emissionswerte innerhalb des Referenzbereichs lagen. Gleichwohl wurde der PKW des betriebsfremden Gläubigers auf einem benachbarten Grundstück des Anlagenbetreibers an Lack, Glas und Chromteilen beschädigt. Der Geschädigte führte das auf Anteile von Eisenoxyd in den Abgasen des Kupolofens zurück, weshalb er Schadensersatz mit der Begründung verlangte, dass infolge von fehlerhafter Bedienung und Wartung an diesem Tag die zulässigen Emissionswerte überschritten worden seien.

## Urteil
Der BGH verneinte zunächst die unmittelbare Anwendbarkeit der immissionsrechtlichen Anspruchsgrundlagen gemäß der §§ 906 Absatz 2 Satz 2 BGB und § 14 Satz 2 BImSchG, da der Anspruchsteller nicht – wie von diesen Normen gefordert – Eigentümer oder Besitzer des Parkplatzgrundstücks war, auf dem er seinen Wagen geparkt hatte.
Damit kam als Anspruchsgrundlage nur § 823 Absatz 1 BGB in Betracht. Nach den allgemeinen Beweislastregeln hätte der Geschädigte dem Anlagenbetreiber im Sinne dieser Vorschrift neben dem Tatbestand der Schädigung die Rechtswidrigkeit und das Verschulden nachweisen müssen. Der BGH berief sich allerdings auf die entwickelte Rechtsprechung zur Produzentenhaftung und wandte entsprechend § 906 Absatz 2 BGB eine Beweislastumkehr an. Zur Frage der haftungsbegründenden Kausalität musste sich der BGH nicht äußern, da diese vom Berufungsgericht unterstellt worden war. Der BGH argumentierte nun dahingehend, dass der durch Immissionen Geschädigte, ebenso wenig wie der geschädigte Verbraucher, einen Einblick in die schadensbegründenden Verhältnisse habe, dem Emittenten andererseits Verkehrssicherungspflichten auferlegt seien, seine Emissionswerte zu kontrollieren.
Der BGH wies die Sache nach diesen Feststellungen zur Urteilsfindung an das OLG Zweibrücken zurück, das anschließend zu dem Ergebnis kam, dass im konkreten Fall der beklagte Anlagenbetreiber den ihm obliegenden Beweis erbracht habe, alle zumutbaren Vorkehrungen zur Vermeidung einer Schädigung des Klägers ergriffen zu haben. Mangels Verletzung der Verkehrssicherungspflichten war die Klage letztlich abzuweisen.